# Collingwood (Ontario)
Pour les articles homonymes, voir Collingwood.

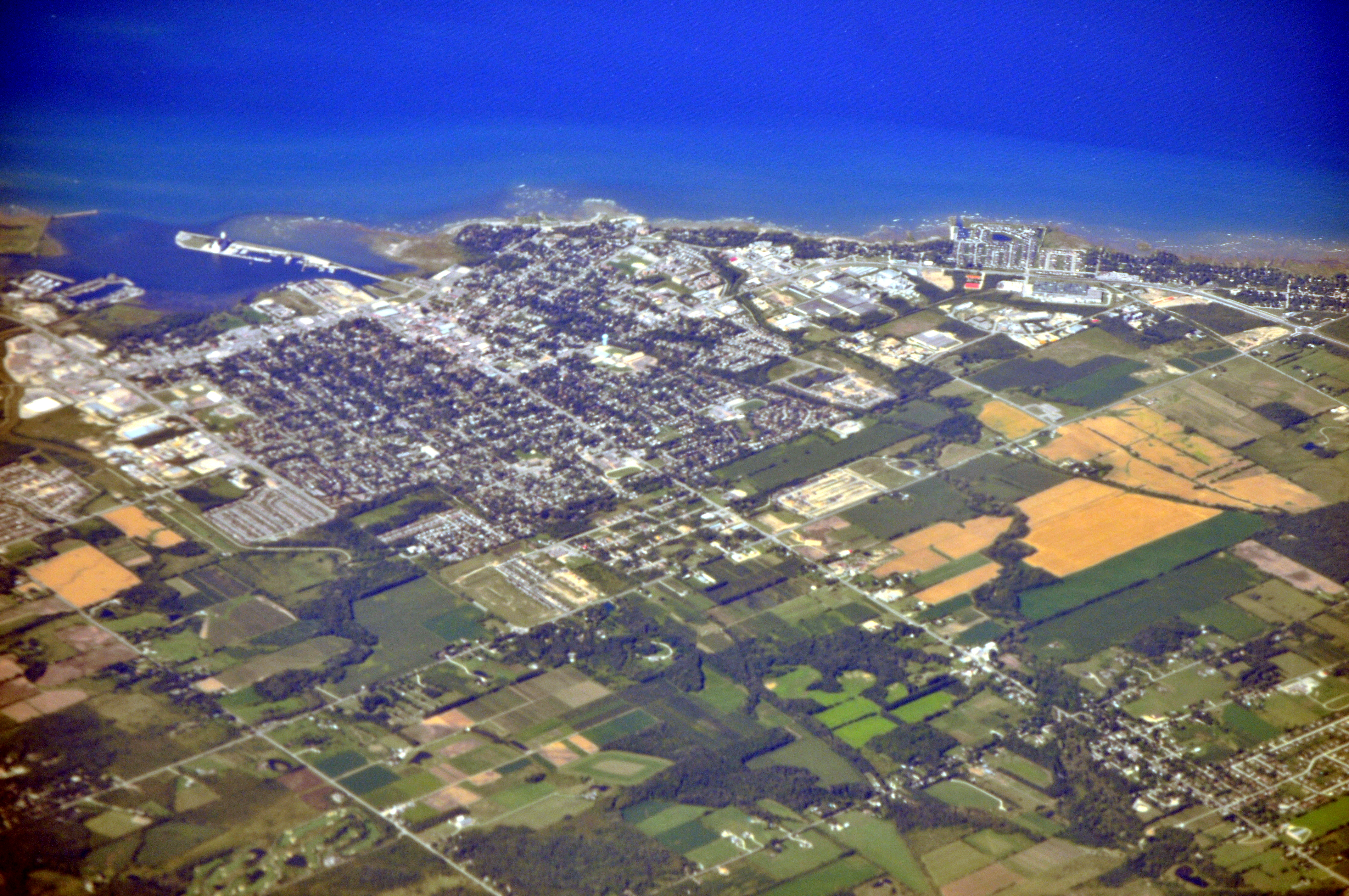
Vue aérienne de Collingwood.

Collingwood est une localité du comté de Simcoe en Ontario, incorporée en 1858, située au sud du lac Huron.

## Démographie
| 2001   | 2006   | 2011   | 2016   |
| ------ | ------ | ------ | ------ |
| 16 039 | 17 290 | 19 241 | 21 793 |